# Lecteria armillaris
Lecteria armillaris är en tvåvingeart som först beskrevs av Fabricius 1805.  Lecteria armillaris ingår i släktet Lecteria och familjen småharkrankar. Inga underarter finns listade i Catalogue of Life.